# میگوی فرناندو
میگوی فرناندو (نام علمی: Caridina fernandoi) نام یک گونه از فروراسته میگوهای اصلی است.